# Eriesthis albofasciata
Eriesthis albofasciata är en skalbaggsart som beskrevs av Dombrow 1997. Eriesthis albofasciata ingår i släktet Eriesthis och familjen Melolonthidae. Inga underarter finns listade i Catalogue of Life.